# 楼观道
樓觀道與華山派和文始派號為古代三大流派。共同以“關尹子”尹喜為祖師。尹喜，字公度，戰國時秦人，生卒年不詳，約與老子同時。  以《道德經》為主要經典。堅信老子化胡之說，對《老子化胡經》、《西升經》、《老子開天經》和《妙真經》非常重視，修煉上雜採眾家，以煉形和服食丹藥為主。
樓觀道的真實創始者已經不大可能知曉。根據這個道派的資料，由尹喜所創。歷史上實際傳播和發展樓觀道的主要是北魏的梁諶、王浮，以及王延、嚴達、蘇道標、程法明、週化生、王真微、史道樂、於長文、張法成、伏道崇等十人（號稱“田谷十老”）。
樓觀道從北魏開始逐漸具有了影響力。 隋朝到唐朝初年，進入鼎盛期。尤其在唐代，由於樓觀道士在李淵起義時進行了資助，受到了李淵的看重。 安史之亂後，樓觀道逐漸衰落。到宋末金哀宗天興年間（1232年－1234年），因為戰爭而樓觀盡毀。在元代，樓觀台道觀合併入全真道。文化大革命时，楼观台老子藏经阁被紅卫兵焚毁。